# Casey Neistat
Casey Neistat, född 25 mars 1981 i New London, USA, är en amerikansk videologgare, entreprenör, producent och regissör. 2010 sändes tv-programmet The Neistat Brothers på HBO, skapat av honom och hans bror Van och bestående av korta historier om syskonens liv, berättade ur ett självbiografiskt perspektiv. På senare år har Casey Neistat blivit mer känd som videologgare på YouTube, där han i september 2016 hade ungefär 4,5 miljoner prenumeranter och dagligen laddade upp klipp som skildrade hans liv i New York. Den 19 november 2016 meddelade Casey Neistat att han bestämt sig för att sluta ladda upp dagliga klipp eftersom han ville satsa på nya utmaningar. 27 mars 2017 beslöt sig Casey för att börja vlogga igen.
Utöver filmskapandet har Casey grundat appen Beme tillsammans med bland andra Matt Hackett, tidigare anställd på Tumblr. När Casey i november 2016 gjorde ett uppehåll i sitt videologgande sålde han sitt företag till CNN och lade ner sin mobilapp Beme eftersom den inte fått lika mycket uppmärksamhet som Casey hoppats på.